# 23am
23am je album z roku 1997 skladatele Roberta Milese.
Nástrojové uspořádání na 23am je komplexnější než u prvního alba Dreamland, umocňovány jsou skutečné nástroje jako saxofon a trubka jako dodatek k syntetizátorům. Hudba je také mnohem méně hnána bicími; hlavní sekce vokálně založených písní jsou uspořádány jako populární písně, zatímco sekvenční mezihry mezi písněmi jsou obecně bez struktury, tedy bez bicích.
Toto album je ve stylu ambient, na rozdíl od trance hudby v Dreamland.
Titul alba byl pojmenován po zprávě zaznamenané rozbitým telefonním záznamníkem autora.

## Seznam stop
Není-li uvedeno jinak, všechny písně napsal Roberto Concina (Robert Miles).
1. "Introducing" – 3:25
2. "A New Flower" – 5:58
  - Vocals: Barbara Pruna, Robert Miles
3. "Everyday Life" (Concina, Frank Musker) – 10:30
  - Vocals: Nancy Danino
4. "Freedom" (Concina, Musker) – 5:51
  - Vocals: Kathy Sledge
5. "Textures" – 3:14
6. "Enjoy" (Concina, Musker) – 5:55
  - Vocals: Kathy Sledge
7. "Flying Away" – 4:59
8. "Heatwave" – 5:56
9. "Maresias" – 5:48
10. "Full Moon" (Concina, Musker) – 6:59
  - Vocals: Nancy Danino
11. "Leaving Behind…" – 2:21